# Hawk MM-1
Hawk MM-1 — ручний гранатомет револьверного типу.
Розроблено наприкінці 1980-х років в США компанією Hawk Engineering. Гранатомет має револьверну схему.
Перебуває на озброєнні сил спеціальних операцій США і низки інших країн.